# Takeoa
Takeoa is een spinnengeslacht in de taxonomische indeling van de Zoropsidae. Het geslacht werd in 1967 beschreven door Lehtinen.

## Onderliggende soorten
- Takeoa huangshan Tang, Xu & Zhu, 2004
- Takeoa nishimurai (Yaginuma, 1963)